# Резолюція Ради Безпеки ООН 109
Резолюція Ради Безпеки ООН 109 — резолюція, прийнята 14 грудня 1955 року. Рада розглянула окремо заяви з проханням про вступ в Організацію 16 держав (Албанія, Йорданія, Ірландія, Португалія, Угорщина, Італія, Австрія, Румунія, Болгарія, Фінляндія, Цейлон, Непал, Лівія, Камбоджа, Лаос та Іспанія) та рекомендувала Генеральній Асамблеї прийняти країни в члени ООН.

## Результати голосувань
| Кандидат   | Результат голосування                   |
| ---------- | --------------------------------------- |
| Албанія    | 8-0-3 (утрималися: Бельгія, Китай, США) |
| Йорданія   | 11-0-0                                  |
| Ірландія   | 11-0-0                                  |
| Португалія | 11-0-0                                  |
| Угорщина   | 9-0-2 (утрималися: Китай, США)          |
| Італія     | 11-0-0                                  |
| Австрія    | 11-0-0                                  |
| Румунія    | 9-0-2 (утрималися: Китай, США)          |
| Болгарія   | 9-0-2 (утрималися: Китай, США)          |
| Фінляндія  | 11-0-0                                  |
| Цейлон     | 11-0-0                                  |
| Непал      | 11-0-0                                  |
| Лівія      | 11-0-0                                  |
| Камбоджа   | 11-0-0                                  |
| Лаос       | 11-0-0                                  |
| Іспанія    | 10-0-1 (утрималися: Бельгія)            |

Резолюція прийнята вісьмома голосами; Бельгія, Китай, США утрималися.